# Porte de Douai (stacja metra)
Porte de Douai – stacja metra w Lille, położona na linii 2. Znajduje się w Lille, w dzielnicy Moulins. Stacja obsługuje wydział prawa Uniwersytetu Lille II i trzem szkołom średnim w mieście.
Została oficjalnie otwarta 1 kwietnia 1989.